# Resolutie 451 Veiligheidsraad Verenigde Naties
Resolutie 451 van de Veiligheidsraad van de Verenigde Naties werd op de 2150ste vergadering
van de VN-Veiligheidsraad op 15 juni 1979 aangenomen.
Op China na, dat niet deelnam aan de stemming, keurden
alle leden de resolutie goed.

## Achtergrond
In 1964 stationeerden de Verenigde Naties de UNFICYP-vredesmacht op Cyprus na geweld tussen de twee bevolkingsgroepen op het eiland.

## Inhoud
De Veiligheidsraad:
- Neemt nota van het rapport van de secretaris-generaal over de VN-operatie in Cyprus.
- Merkt op dat de betrokkenen akkoord gaan met een verlenging van de vredesmacht met zes maanden.
- Merkt ook op dat de Cypriotische overheid ermee akkoord gaat de macht na 15 juni te behouden.
- Herbevestigt resolutie 186 uit 1964.
- Verwelkomt het tienpuntenakkoord voor de hervatting van de gesprekken.

1. Verlengt wederom de VN-vredesmacht tot 15 december 1979.
2. Dringt aan op hervatting van de gesprekken.
3. Vraagt de secretaris-generaal zijn werk voort te zetten en tegen 30 november te rapporteren.

## Verwante resoluties
- Resolutie 440 Veiligheidsraad Verenigde Naties
- Resolutie 443 Veiligheidsraad Verenigde Naties
- Resolutie 458 Veiligheidsraad Verenigde Naties
- Resolutie 472 Veiligheidsraad Verenigde Naties

Lijst ·  444 ·  445 ·  446 ·  447 ·  448 ·  449 ·  450 ·  451 ·  452 ·  453 ·  454 ·  455 ·  456 ·  457 ·  458 ·  459 ·  460 ·  461